# Culicoides translucens
Culicoides translucens är en tvåvingeart som beskrevs av Khamala 1991. Culicoides translucens ingår i släktet Culicoides och familjen svidknott.
Artens utbredningsområde är Tanzania. Inga underarter finns listade i Catalogue of Life.